# 原正俊
原 正俊（はら まさとし、1971年6月29日 - ）は、東京都港区出身の元プロ野球選手（投手）。

## 経歴
帝京高に入学するが1年で中退し、日大二高に再入学。2年生の頃から140km/h台の速球で注目され、夏の西東京大会でベスト8まで進出している。指定校のあった慶大への進学を希望していた。
1990年のプロ野球ドラフト会議で読売ジャイアンツから5位で指名を受け、契約金と年俸それぞれ6000万円、420万円（いずれも推定）で入団が決まった。
投手として入団したが、その後外野手に転向する。しかし、一軍出場のないまま1992年をもって退団している。在籍中は同姓の主砲・原辰徳がスコアボード等で「原辰」表記となっていた。

## 詳細情報

### 年度別投手成績
- 一軍公式戦出場なし

### 背番号
- 93（1991年 - 1992年）